# 高千穂大学の人物一覧
高千穂大学の人物一覧（たかちほだいがくのじんぶついちらん）は、高千穂大学に関係する人物の一覧記事。
高千穂大学、前身の高千穂高等商業学校、高千穂経済専門学校以外の主な出身者・関係者については高千穂学園の人物一覧に記載。

## 創立者及び関係者

### 歴代理事長
- 林博太郎 - 第3代理事長
- 小池厚之助 - 第4代理事長、元山一証券社長、元経済同友会幹事
- 坂本次郎 - 第5代理事長
- 松浦嘉彦 - 第6代理事長
- 大関雅成 - 第7代理事長
- 宇佐美忠信 - 第8代理事長

### 歴代学長
- 関根文之助 - 第5代学長
- 星埜保夫 - 第6代学長
- 原司郎 - 第8代学長

### 理事・評議員[1]
- 谷干城 - 創立時の評議員、川田を渋沢、近衛へ紹介
- 渋沢栄一 -  創立時の評議員、賃金保管主任、川田へ森村市左衛門、森村開作を紹介
- 近衛篤麿 - 高千穂学校発展に尽力。（息女は高千穂小学校卒。公爵大山柏夫人)
- 石黒忠悳 - 創立時の理事・評議員、高千穂学校発展に尽力
- 森村市左衛門 - 創立時の理事・評議員、高千穂学校発展に尽力
- 小池国三 - 創立時の評議員、高千穂学校発展に尽力
- 森村開作 - 創立時の評議員、高千穂学校発展に尽力
- 阪谷芳郎 - 創立時の評議員
- 岡部長職 - 創立時の評議員
- 早川千吉郎 - 創立時の評議員
- 村井吉兵衛 - 創立時の評議員
- 飯田義一 - 創立時の評議員
- 浜口吉右衛門 - 創立時の評議員
- 服部金太郎 - 創立時の評議員
- 徳川達孝 - 創立時の評議員
- 団琢磨 - 創立時の評議員
- 大橋新太郎 - 創立時の評議員
- 二条基弘 - 創立時の評議員
- 肝付兼行 - 創立時の評議員
- 土方寧 - 創立時の評議員
- 郷誠之助 - 創立時の理事
- 中島久万吉 - 創立時の理事
- 三宅雄二郎 - 創立時の理事
- 朝吹英二 - 創立時の理事

## 教員
他大学、他大学大学院出身者、定年退職者、定年前退職者（依願退職者）、故人を含む。
- 有沢広巳 - 統計学者、経済学者
- 上杉允彦 - 歴史学者
- 宇南山英夫 - 会計学者
- 梅沢昌太郎 - 商学者、農学者
- 河津暹 - 法学博士
- 川名和美 - 経営学者
- 木村健康 - 経済学者
- 熊本謙二郎 - 英語教育者
- 小島庸和 - 法学者
- 五野井郁夫 - 政治学者
- 笹森健 - 教育学者
- 渋谷栄一 - 国文学者、名誉教授
- 白水繁彦 - 社会学者、文化心理学者
- 杉捷夫 - フランス文学者
- 関根文之助 - 名誉教授
- 高瀬壮太郎 - 会計学者、元高千穂学校理事
- 谷野格 - 法学博士
- 名越二荒之助 - 社会思想史学者
- 藤本幸太郎 - 商学者、経済学者
- 東恩納寛惇 - 文学士
- 松浦一 - 英文学者
- 水野建雄 - 哲学・倫理学者
- 上沼八郎 - 教育学者
- 若杉明 - 会計学者
- ジョン・オーエン・ガントレット - 語学者
- 野中徹也 - 政治学、経済学、衆議院議員（立憲民政党→国民同盟）
- 槌田敦 - 環境経済学者

## 著名な出身者

### 政治
- 神山佐市 - 自由民主党前衆議院議員（埼玉県第7区）、元埼玉県議会議員
- 百武公親 - 自由民主党前衆議院議員（比例北関東ブロック）、元自由民主党埼玉県支部連合会事務局長
- 高橋圭三 - 自由民主党元参議院議員（全国区）、アナウンサー、圭三プロダクション設立者
- 青山節児 - 前岐阜県中津川市長、元東美濃農業協同組合代表理事専務
- 上山輝一 - 元東京都中野区長、元東京都議会議員
- 佐々木耕郎 - 栃木県（旧）日光市長
- 野本吉兵衛 - 元衆議院議員、元八幡浜市長
- 樋口恵子（障害者運動の活動家、町田市議）

### 経済
- 有働敦 - 東邦ホールディングス社長
- 伊藤謙三 - 元大建木材工業社長
- 川上源一 - 元ヤマハ社長、ヤマハ発動機創業者、ヤマハ音楽振興会設立者
- 下河辺三史 - 元日製産業社長、元日立リース取締役、元厚相秘書官
- 小野瀬由一 - 経営コンサルタント
- 森村勇 - 元全日本空輸社長、元日本特殊陶業社長
- 丸山弘行 - 塩水港精糖社長
- 小菅孝一郎 - 元伊勢丹常務取締役、元東京カナダドライ社長
- 﨑山一弘 - シーボン社長
- 志賀康史 - ウェザーニューズ元専務取締役
- 江野俊銘 - 日本初のタピオカ工場を開設
- 高橋良太 - アップセルテクノロジィーズ社長
- 森村茂樹 - 元東洋陶器（現TOTO）社長、元森村産業株式会社取締役、元森村商事取締役
- 有沢忠一 - 元有沢製作所社長、元三菱瓦斯化学社長、有沢製作所設立者（改組）
- 勝浦二郎 - 元マックスバリュ東北（現イオン東北）社長
- 上田銃造 - 元四国運輸社長、元高知県交通安全協会会長
- 宇佐美忠信 - 元ゼンセン同盟会長、元全日本労働総同盟会長、元国際自由労働組合総連盟副会長、労働運動家
- 橋本朋郁 - フククルフーズ社長、元サイバック社長
- 佐藤正 (実業家) - 元JALUX取締役常務執行役員、元JALUXエアポート社長
- 坂本次郎 - 元山一証券取締役、元鳥海証券（現ちばぎん証券）社長
- 松浦嘉彦 - 元日本通運専務取締役
- 大関雅成 - 元キリンビール専務取締役
- 横山裕 - 元東京建物不動産販売専務取締役
- 田原政春 - 元帝人化成(代表)専務取締役
- 人見悠紀夫 - 元山一証券取締役、元山一ファイナンス社長
- 島田伊平次 - 元高島副社長
- 富尾木惣一 - 元東洋埠頭社長
- 野呂整一 - 元パイロットプレシジョン社長、元パイロット万年筆専務取締役
- 松宮康夫 - 東京貿易創業者、元東京貿易(現東京貿易ホールディングス)社長
- 平良朝敬（中退）- かりゆしグループCEO

### 文化
- 松本幹雄 - 社会学者、元京都外国語大学教授、元産業能率大学教授
- 南部泰三 - 映画監督
- 久米元一 - 児童文学作家
- 奈知安太郎 - 洋画家

### 芸能
- 梶原徹也 - ドラマー、音楽プロデューサー
- 今井茂雄 - 俳優、演出家、脚本家、放送作家
- 岩間天嗣 - 俳優
- 飯田荘平 - 声優
- 外山史織 - モデル、女優
- 岐邑美沙子 - 元女優
- 堀敏彦 - テレビ新潟アナウンサー

### スポーツ
- 戸田亮 - プロ野球選手（オリックス・バファローズ所属）
- 三ツ間卓也 - プロ野球選手（中日ドラゴンズ所属）
- 山本義広 - 元プロボクサー
- 伊東大輔 - 野球選手

### その他
- 荒井退造 - 日本の警察官僚 、元沖縄県警察部長
- 菅原千瑛 - プロ雀士
- 鈴木たろう - プロ雀士